# Фіцула Михайло Миколайович
Фіцула Михайло Миколайович (нар. 1 липня 1932, с. Посада-Яслиська Сяніцького повіту Польщі — пом. 3 червня 2015, м. Тернопіль) — український учений-педагог. Доктор педагогічних наук, професор. Академік АН ВШ України з 1992 р. Батько Галини Дудар.

## Життєпис
Народився 1 липня 1932 року в селі Посада-Яслиська (Польща) Саноцького повіту Жешівського воєводства. В 1945 році переселений в Україну — спочатку у Миколаївську область, а згодом в село Будилів Козівського району Тернопільської області. У 1949 році закінчив сім класів у школі села Будилів  і вступив у Бережанське педагогічне училище. В 1953 році закінчив шкільне відділення Бережанського педагогічного училища. До призову в армію працював учителем математики і німецької мови в Надрічнянській семирічці. Після служби в армії працював вихователем у Заліщицькому спеціальному дитячому будинку та Копичинецькій дитячій виховній колонії та заступником начальника з навчально-виховної роботи Бережанської ДВК. За час роботи в колоніях навчався заочно на фізико-математичному факультеті Чернівецького державного університету ім. Ю. Федьковича, який закінчив у 1964 році й отримав спеціальність математика і вчителя математики середньої школи.
У 1965–1968 роках навчався в аспірантурі при кафедрі педагогіки Київського державного педагогічного інституту ім. М. Горького (нині Національний педагогічний університет імені Михайла Драгоманова). За час навчання в аспірантурі підготував і захистив кандидатську дисертацію на тему «Особливості виховної роботи в спецшколі» (1968) Після закінчення аспірантури працював старшим викладачем і завідувачем кафедри педагогіки Ніжинського державного педагогічного інституту ім М. Гоголя.
Із серпня 1971 працює в Тернопільському Національному педагогічному університеті ім. В. Гнатюка, де займав посади : завідувача кафедри педагогіки (1971 — 1999 рр. з невеликими перервами), декана фізико-математичного факультету (серпень 1977 — квітень 1979 рр.), проректора з навчальної роботи (квітень 1990 — вересень 1999 рр.). За час роботи підготував і захистив докторську дисертацію на тему "Теорія і практика перевиховання неповнолітніх засуджених у виховно-трудових колоніях (захищена у 1991 р.). У 1990 році присвоєно звання професора. Опісля займав посаду професора-консультанта кафедри педагогіки.
Одружений, мав двох дітей, двох внуків, дві онуки, та одного правнука і трьох правнучок.
Помер 3 червня 2015 року у Тернополі.

## Наукова діяльність
Наукові інтереси Михайла Фіцули пов'язані з удосконаленням навчально-виховного процесу загальноосвітньої школи, теорією і практикою перевиховання педагогічно занедбаних учнів у школах і неповнолітніх правопорушників у спеціальних виправно-виховних закладах.
Фіцула Михайло Миколайович академік АН ВШ з 27 листопада 1992 року по відділенню проблем вищої школи.

## Відзнаки
Нагороджений
- знаком «Відмінник народної освіти України»,
- медаллю А. С. Макаренка
- медаллю «Ветеран праці».
- призначено державну довічну стипендію [2]

## Доробок
Автор близько 180 публікацій, серед яких 24 монографії і навчальні посібники, чотири навчальні програми, тридцять шість методичних рекомендацій для студентів, вчителів і викладачів вищих навчальних закладів. Окрім того опубліковано в газетах близько 150 статей з проблем виховання учнівської і студентської молоді.